# Delphi Corporation
Delphi Corporation (NYSE: DLPH) es una compañía de empresas multinacional con sede en la ciudad de Troy en Míchigan, Estados Unidos y cuyas actividades de negocio comprenden el diseño, fabricación y distribución de componentes y sistemas mecánicos y electrónicos para el sector industrial de la automoción y transporte. Creada a finales de los años 1990 como separación de actividades de General Motors, y conocida hasta 2002 como Delphi Automotive Systems, en 2007 contaba con unos 169 500 empleados, 156 centros de producción y empresas subsidiarias en 34 países, con un volumen de negocios de 22 300 millones de dólares.